# 오하라정 (지바현)
오하라정(大原町)은 지바현 이스미군에 설치되었던 정이다. 현재의 이스미시에 해당한다.
2005년 12얼 5일에 이스미정, 미사키정과 합병해 이스미시가 탄생함에 따라 소멸했다.

## 지리
지바현의 태평양 연안에 있던 정이며, 태평양에 접한 동쪽, 외방선, 국도 128호선을 따라 평지가 펼쳐지는데, 보소 구릉으로 이어지는 서쪽으로는 산림이 펼쳐진다.

## 역사
- 1955년 3월 31일 - (구) 오하라정, 도카이촌, 아즈마촌, 나미하나촌, 후세촌의 일부를 합병해 오하라정이 성립하였다.
- 2005년 12얼 5일 - 이스미정, 미사키정과 합병해 이스미시가 성립해, 동일 오하라정은 폐지되었다.

## 교통

### 철도
- 동일본 여객철도 소토보 선
  - (← 조세이군 이치노미야정) - 다이토 역 - 조자마치역 - 미카도역 - 오하라 역 - 나미하나역 - (이스미군 온주쿠정 →)
- 이스미 철도 이스미 선

### 도로
- 국도 128호선
- 국도 465호선